# Jacob Churg
Jacob Churg, Jakub Churg  (ur. 16 lipca 1910 w Dołhinowie, zm. 27 lipca 2005 w Nowym Jorku) – polsko-amerykański lekarz, patolog.
Urodził się w Dołhinowie w obwodzie mińskim jako syn lekarza Wolfa Ravicha i dentystki Gity. Wolf Churg urodził się w Mińsku, studiował w Kijowie i Berlinie, dyplom otrzymał w 1899 roku. Po 1931 mieszkał w Smorgoniach w powiecie oszmiańskim. W czasie II wojny światowej został deportowany do Estonii i zginął w obozie koncentracyjnym. 
Jakub Churg studiował na Uniwersytecie Wileńskim, studia ukończył w 1933 roku. Został asystentem w laboratorium patologicznym przy uniwersytecie i w 1936 roku został doktorem medycyny. W tym samym roku emigrował do Stanów, gdzie jego wuj, Louis Chargin, był ordynatorem oddziału dermatologicznego Mount Sinai Hospital. Początkowo pracował w laboratorium bakteriologicznym, w 1943 roku zajął się patologią. W 1943 roku został obywatelem amerykańskim. Później przez ostatnie lata II wojny służył w amerykańskiej armii. W 1966 roku został profesorem patologii. 
Opublikował ponad 300 prac, w tym podręczniki. Współpracował z Lotte Strauss i razem z nią opisał chorobę, eozynofilową ziarniniakowatość z zapaleniem naczyń, która obecnie  określana jest nazwą zespół Churga-Strauss. Opracował wiele nowych technik barwienia preparatów histologicznych.

## Wybrane prace
- Rola narządów płciowych w zmianach zawartości dopełniacza pod wpływem hormonu gonadotropowego. Polska Gazeta Lekarska 15, 50, ss. 973-975 (1936)
- Przypadek utajonego bloku wewnątrzkomorowego. Nowiny Lekarskie 49, 6, ss. 187-191 (1937)
- Ekkehard Grundmann, Jacob Churg: Glomerulonephritis. Springer-Verlag, 1976 ISBN 3-540-07442-2
- Jacob Churg, Jay Bernstein, Richard J. Glassock: Renal Disease: Classification and Atlas of Glomerular Diseases. Igaku-Shoin, 1995 ISBN 0-89640-257-6
- Andrew Churg, Jacob Churg: Systemic Vasculitides. Igaku-Shoin, 1991 ISBN 0-89640-195-2
- Kidney Disease: Present Status. Williams & Wilkins, 1979 ISBN 0-683-01671-7